# 大阪市立木川小学校
大阪市立木川小学校（おおさかしりつ きかわしょうがっこう）は、大阪府大阪市淀川区にある公立小学校。
大阪市教育委員会から「帰国した子どもの教育センター校」に指定されている。日本語の指導が必要な、海外から帰国した児童を対象にした日本語教室を開講している。対象者は居住地の学校に在籍しながら、週数回木川小学校に通って日本語の指導を受ける形になる。また帰国児童の在籍校からの教育相談もおこなっている。
1936年に大阪市十三尋常小学校（現在の大阪市立十三小学校）より分離開校した。

## 沿革
- 1936年11月1日 - 大阪市木川尋常小学校として開校。
- 1941年4月1日 - 国民学校令により、大阪市木川国民学校に改称。
- 1944年 - 豊能郡東郷村（現在の能勢町）へ集団疎開。
- 1947年4月1日 - 学制改革により、大阪市立木川小学校に改称。
- 1959年4月1日 - 分校を開設。
- 1960年4月1日 - 分校が大阪市立木川南小学校として独立開校。
- 1982年4月1日 - 従来の校区の一部を、新設の大阪市立宮原小学校校区へ分離。
- 1985年2月1日 - 「帰国した子どもの教育センター校」に指定される。

## 通学区域
- 大阪市淀川区 木川東2丁目（大半地域）、木川東3丁目・4丁目、木川西2丁目（一部）、木川西3丁目・4丁目。

卒業生は大阪市立十三中学校に進学する。

## 交通
- Osaka Metro御堂筋線 西中島南方駅 西へ約700m。
- 阪急京都本線 南方駅 西へ約800m。
- 大阪シティバス（41系統）・国際興業バス（淀川区乗合タクシー）　木川東4丁目バス停。